# Rhamphomyia taenia
Rhamphomyia taenia är en tvåvingeart som beskrevs av Ito och Saigusa 1967. Rhamphomyia taenia ingår i släktet Rhamphomyia och familjen dansflugor. Inga underarter finns listade i Catalogue of Life.